# スーサイド・バイ・マイ・サイド
『スーサイド・バイ・マイ・サイド』（Suicide by My Side）は、フィンランドのヘヴィメタル・バンド、シナジーが2002年に発表した3作目のスタジオ・アルバム。シナジーは後に自然消滅し、結果的には本作が最後のスタジオ・アルバムとなった。

## 背景
レコーディングは前作『トゥ・ヘル・アンド・バック』（2000年）と同じメンバーで行われたが、本作のレコーディングを最後にトミー・リルマンが脱退。後任として加入したマッツ・カールソンも本作のリリース前に脱退し、本作発表に伴うツアーではヤンネ・パルヴィアイネンがドラムスを担当した。また、ツアー開始後にはマルコ・ヒエタラがナイトウィッシュのツアーに参加することを決意したため、ヒエタラは解雇されてラウリ・ポラーが後任として加入した。

## 反響・評価
フィンランドのアルバム・チャートでは4週にわたってトップ30入りし、自身最高の11位に達した。
Blebbermouth.netのレビューでは本作に10点満点中8点が与えられて、「シナジーは特に革新的なことはしていないかもしれないが、オールド・スクールのメタルのファンにとって、このヘルシンキの5人組ほど確信を持って期待に応える音楽を生み出す、優れたアーティストを見つけるのは難しいことだろう」と評している。

## 収録曲
1. アイ・スピット・オン・ユア・グレイヴ - I Spit on Your Grave - 4:03
  - 作詞：キンバリー・ゴス／作曲：アレキシ・ライホ、キンバリー・ゴス
2. ザ・シン・トレード - The Sin Trade - 3:48
  - 作詞：キンバリー・ゴス／作曲：アレキシ・ライホ、マルコ・ヒエタラ
3. ヴァイオレイティッド - Violated - 4:07
  - 作詞：キンバリー・ゴス／作曲：マルコ・ヒエタラ、キンバリー・ゴス、アレキシ・ライホ、ローペ・ラトヴァラ
4. ミー、マイセルフ、マイ・エネミー - Me, Myself, My Enemy - 4:15
  - 作詞：キンバリー・ゴス／作曲：マルコ・ヒエタラ
5. リトゥン・イン・ストーン - Written in Stone - 4:20
  - 作詞・作曲：キンバリー・ゴス
6. ノーウェア・フォー・ノー・ワン - Nowhere for No One - 3:11
  - 作詞：キンバリー・ゴス／作曲：ローペ・ラトヴァラ
7. パッセージ・トゥ・ザ・フォース・ワールド - Passage to the Fourth World - 3:38
  - 作詞：キンバリー・ゴス／作曲：アレキシ・ライホ、トミー・リルマン
8. シャドウ・アイランド - Shadow Island - 5:03
  - 作詞：キンバリー・ゴス／作曲：ローペ・ラトヴァラ
9. スーサイド・バイ・マイ・サイド - Suicide by My Side - 3:43
  - 作詞：キンバリー・ゴス／作曲：アレキシ・ライホ
10. リメンブランス - Remembrance - 1:37
  - 作曲：キンバリー・ゴス

### ボーナス・トラック
日本初回盤は12.のみ収録、2011年再発盤では11.と12.が収録された。
1. ハリケーン - Rock You Like a Hurricane
  - 作詞・作曲：ルドルフ・シェンカー、クラウス・マイネ、ハーマン・ラレベル
2. 魔力の刻印 - Number of the Beast
  - 作詞・作曲：スティーヴ・ハリス

## 参加ミュージシャン
- キンバリー・ゴス - リード・ボーカル
- アレキシ・ライホ - リードギター、リズムギター、ボーカル
- ローペ・ラトヴァラ - リードギター、リズムギター
- マルコ・ヒエタラ - ベース、ボーカル
- トミー・リルマン - ドラムス